# Ouratea australis
Ouratea australis är en tvåhjärtbladig växtart som beskrevs av Ernst Heinrich Georg Ule. Ouratea australis ingår i släktet Ouratea och familjen Ochnaceae. Inga underarter finns listade i Catalogue of Life.